# Andreas Puhani
Andreas Puhani (* 9. November 1973 in Bad Reichenhall) ist ein deutscher Dirigent.
Er studierte an der Hochschule für Musik und Theater München Orchesterdirigieren, Gehörbildung, Musiktheorie und Schulmusik. Seit Beginn der Spielzeit 2000/2001 ist er als Dirigent und Solorepetitor am Münchner Staatstheater am Gärtnerplatz engagiert, wo er zahlreiche Vorstellungen u. a. von Aschenputtel, La Traviata, Carmen, Der Barbier von Sevilla, Cavalleria Rusicana, Der Bajazzo, Der Vetter aus Dingsda u. a. leitete. Daneben dirigierte er unter anderem die Münchener und Nürnberger Symphoniker sowie die Bad Reichenhaller Philharmonie. Zum Sommersemester 2006 wurde er als Professor für Gehörbildung an die Hochschule für Musik und Theater München berufen.